# Тлярота
Тлярота — река в России, протекает в Гумбетовском районе Республики Дагестан. Длина реки составляет 25 км. Площадь водосборного бассейна — 177 км².
Начинается на склоне хребта Буцрах вблизи перевала Андийские Ворота. Течёт в общем восточном направлении через сёла Цилитль, Мехельта, Тлярата, Новое Аргвани. Устье реки находится в 18 км по левому берегу реки Андийское Койсу.
Основной приток — река Бешукал, впадает слева.

## Данные водного реестра
По данным государственного водного реестра России относится к Западно-Каспийскому бассейновому округу, водохозяйственный участок реки — Сулак от истока до Чиркейского гидроузла. Речной бассейн реки — Терек.
Код объекта в государственном водном реестре — 07030000112109300000698.